# 英赛克高等经济与商业研究学院
英赛克高等经济与商业研究学院（法文 : L' INStitut des hautes Etudes Economiques et Commerciales）是一所法国私立大学校商学院和高等商学院，他在巴黎、波尔多、里昂、尚贝里、伦敦、摩纳哥、日内瓦、阿比让和上海以及旧金山設有辦學地點。2019年以前的名称是高等商学院 (INSEEC Business School)。
1975年、英赛克高等经济与商业研究学院由José Soubiran在波尔多创立。通过收购法国和国外的其他商业和工程学院逐渐发展壮大。
英赛克高等经济与商业研究学院是法国最大私立大学    和OMNES Education集团的旗舰大学校。
自 2009 年以来, 英赛克高等经济与商业研究学院是Conférence des grandes écoles (CGE)的成员。

## 校园

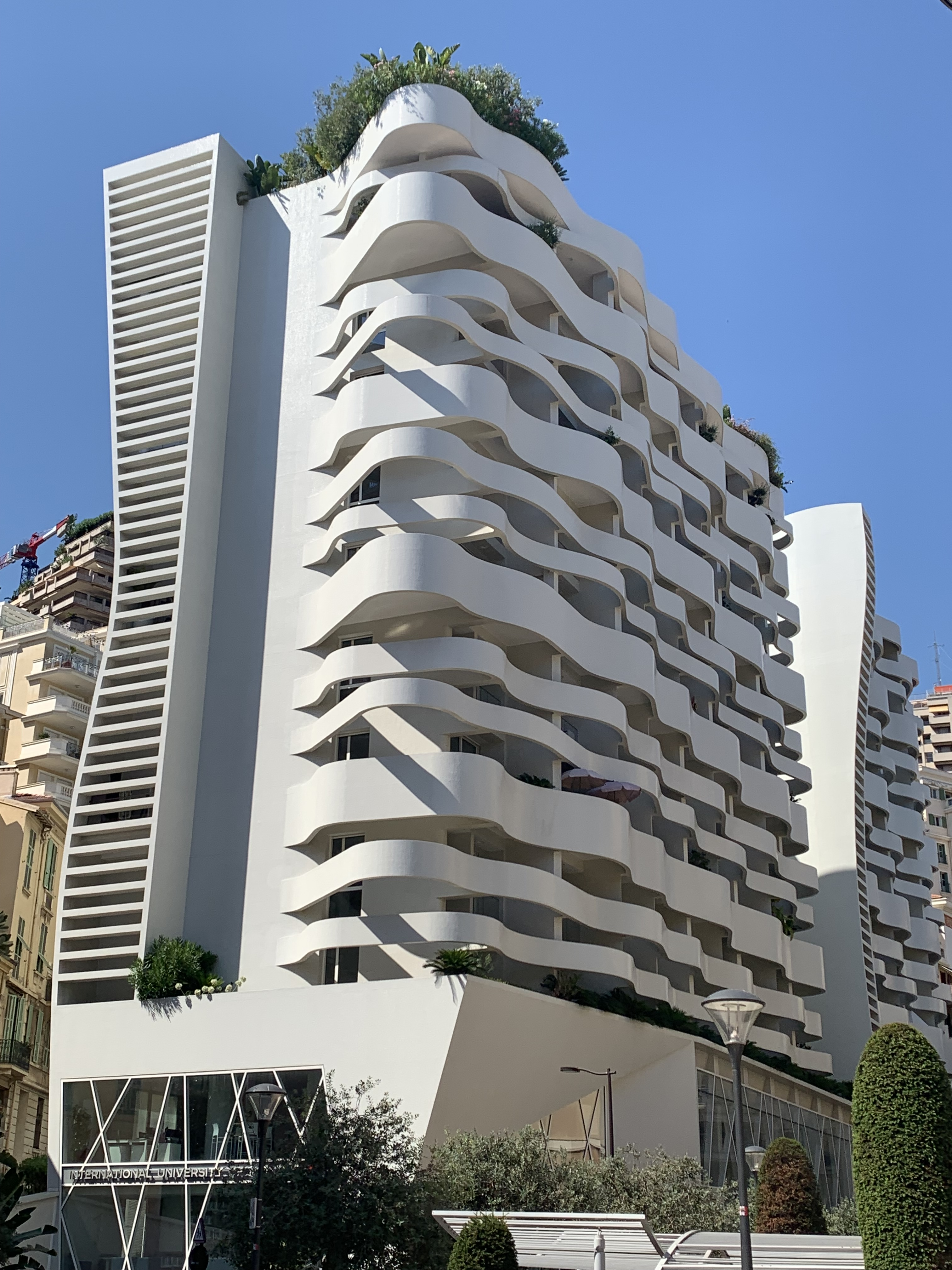
英赛克高等经济与商业研究学院摩纳哥校区

- 巴黎
- 波尔多
- 里昂
- 尚贝里（在法国阿尔卑斯山）
- 伦敦- 英国
- 英赛克高等经济与商业研究学院摩纳哥校区摩纳哥- 摩纳哥（法国里维埃拉）
- 日内瓦- 瑞士
- 上海- 中国
- 旧金山- 美国
- 阿比让-科特迪瓦